# University of Maine
University of Maine, UMaine, är ett amerikanskt offentligt forskningsuniversitet som ligger i Orono, Maine och hade totalt 12 860 studenter (10 196 undergraduate students och 2 664 postgraduate students) för 2014.
University of Maine grundades 1865 som ett college vid namn Maine College of Agriculture and the Mechanic Arts efter att USA:s dåvarande president Abraham Lincoln undertecknade 1862 dekretet Morrill Land-Grant Acts, framarbetat av ledamoten Justin S. Morrill. 1897 valde man att byta till det nuvarande namnet. 1968 skapades University of Maine system och man fick då namnet University of Maine at Orono (UMO) men 18 år senare tog man tillbaka sitt gamla namn, University of Maine efter en uppmaning från politikern Edmund Muskie.
Universitetet tävlar med 15 universitetslag i olika idrotter via sin idrottsförening Maine Black Bears.

## Alumner

### University of Maine
Botaniker
- Elmer Drew Merrill

Film/TV
- Lawrence Bender

Författare
- Stephen King
- Tabitha King

Idrottare
- Spencer Abbott
- Mike Banwell
- Ben Bishop
- Jack Capuano
- Keith Carney
- Scott Darling
- Niko Dimitrakos
- Brian Flynn
- Mikaela Gustafsson
- Jimmy Howard
- Ben Hutton
- Doug Janik
- Martin Kariya
- Paul Kariya
- Steve Kariya
- Brady Keeper
- Lucas Lawson
- Ryan Lomberg
- Mike Lundin
- Jim Montgomery
- Bradly Nadeau
- Gustav Nyquist
- Will O'Neill
- Chase Pearson
- Dustin Penner
- Teddy Purcell
- Dan Renouf
- Zach Sill
- Garth Snow
- Josh Soares
- Patrice Tardif
- Eric Weinrich
- Victor Östman

Idrottsledare
- Dave Nonis

Musiker
- Rudy Vallée

Politiker/offentlig förvaltning
- John Baldacci
- Lewis O. Barrows
- Louis J. Brann
- Styles Bridges
- William T. Haines
- Robert Haskell
- Edwin F. Ladd
- Paul LePage
- John H. Reed
- William N. Rogers
- Olympia Snowe

### University of Maine School of Law
Politiker/offentlig förvaltning

- Joseph E. Brennan
- Kenneth M. Curtis
- Nathaniel M. Haskell
- Jock McKernan